# 佳村遙
佳村遙（日语：／ Yoshimura Haruka，1986年2月14日—）是日本的女性聲優，隸屬於I'm Enterprise。大阪府出身。

## 人物
與佐倉綾音、松岡禎丞、岩澤俊樹同期。日本播音演技研究所出身，在《Anime-tv》中擔任記者。
喜歡梅子口味的糖果。興趣是散步。同時是桃色幸運草Z的歌迷。
養成所時代與VIMS的東內麻里子交情很好。與沼倉愛美就讀同個班級。
2020年1月1日，与棒球选手野田昇吾结婚。

## 演出作品
※粗體字為主要角色。

### 電視動畫
2014年
- 咲-Saki- 全國篇（真瀨由子）
- 惡魔的謎語（神長香子[11]、神長香子的人偶）
- selector infected WIXOSS（女學生）
- 魔法科高中的劣等生（三高選手）
- 普通女高中生要做當地偶像（柏原雪）
- 天體的方式（椎原小春）
- SHIROBAKO（安原繪麻[12]）

2015年
- 偶像大師 灰姑娘女孩（城崎美嘉）
- Go！Princess 光之美少女（七瀨唯、女學生 #4）
- 寶石寵物 魔法變身（米亞）
- 洲崎西 THE ANIMATION（小舞、母親 #4）
- 學戰都市Asterisk（莉姆希）

2016年
- 學戰都市Asterisk 第2期（莉姆希）
- 半田君傳說（齋藤澄香）
- ALL OUT!!（火明梅乃）

2017年
- 烏菈菈迷路帖（棗乃乃）
- 偶像大師 灰姑娘女孩劇場 1st SEASON（城崎美嘉）
- 時鐘機關之星（女巫酒）
- 18if（導師、櫻井桃花）
- 偶像大師 灰姑娘女孩劇場 2nd SEASON（城崎美嘉）
- Onyankopon（兔子）
- 偶像學園Stars！（前川綾乃）

2018年
- 最終休止符 -無止境的螺旋物語-（可可特）
- 偶像大師 灰姑娘女孩劇場 3rd SEASON（城崎美嘉）
- 蠟筆小新（女孩子）

2019年
- Hulaing Babies（鈴）
- 家有女友（柏原桃[13]）
- 偶像大師 灰姑娘女孩劇場 CLIMAX SEASON（城崎美嘉）
- 八月的棒球甜心（牧野花）
- 碧藍航線（蘭利）

2020年
- Hulaing Babies Petit（鈴）
- 球詠（藤井杏夏[14]）
- 超異域公主連結 Re:Dive（七七香）

2022年
- 超異域公主連結 Re:Dive Season 2（七七香）

2023年
- 偶像大師 灰姑娘女孩 U149（城崎美嘉）

### OVA
2015年
- 天體運行式（椎原小春）[15]

### 網路動畫
2018年
- 想看她一臉嫌惡地露出褲褲（瀨賀愛理）[16]

### 劇場動畫
2017年
- 光之美少女 Dream Stars!（七瀨唯）

2020年
- 劇場版 SHIROBAKO（安原繪麻[17]）

### 遊戲
2013年
- 偶像大師 灰姑娘女孩（城崎美嘉）
- 幻獸姬（吉爾伽美什）

2014年
- 城姬Quest（仙台城）
- 魔法氣泡！！Quest（賽莉莉）
- 巫女之社（椎名由梨佳[18]）

2015年
- 偶像大師 灰姑娘女孩 星光舞台（城崎美嘉）

2016年
- 偶像事變（堤下亞子）
- 妃十三學園 Alternative Girls（織宮結衣）
- 戰艦少女R（薩拉托加）

2017年
- 閃耀幻想曲（棗乃乃）

2018年
- 超異域公主連結 Re:Dive（七七香）
- 殘機為零（芒野琳子）

2019年
- RELEASE THE SPYCE secret fragrance（高坂信[19]）

2020年
- Fate/Grand Order（楊貴妃）
- 偶像大師 星耀季節（城崎美嘉[20]）

2021年
- Crash Fever（書厄）

### CD

#### 廣播劇CD
2013年
- 偶像大師 灰姑娘女孩 漫畫選集 passion VOL.2 付屬 Passion的廣播劇（城崎美嘉）
- STARMINE（星野鄉）※單行本4卷附贈廣播劇CD特裝版[21]

2014年
- STARMINE（星野鄉）※單行本5卷附贈廣播劇CD特裝版
- 普通女高中生要做當地偶像（柏原雪）※單行本第3卷附贈廣播劇CD特裝版[22]
- CANDY POP NIGHTMARE（未標示角色名）

#### 音樂CD
| 發售日   | 名稱                                                                                   | 演唱名義 | 歌曲名稱                                  | 備註                                  |        |
| 2012年   | 2012年                                                                                 | 2012年 | 2012年                                    | 2012年                                | 2012年 |
| -------- | -------------------------------------------------------------------------------------- | --- | ----------------------------------------- | ------------------------------------- | ------ |
| 8月8日   | THE IDOLM@STER CINDERELLA MASTER 009 城崎美嘉                                          | 城崎美嘉（佳村遙） | 「」                                      | 社群遊戲《偶像大師 灰姑娘女孩》角色歌 |        |
| 2013年   |                                                                                        | |                                           |                                       |        |
| 4月10日  | THE IDOLM@STER CINDERELLA M@STER 拜託了！灰姑娘                                        | THE IDOLM@STER CINDERELLA GIRLS（大橋彩香、津田美波、大坪由佳、福原綾香、青木瑠璃子、內田真禮、原紗友里、佳村遙、山本希望）                                                                      | 「拜託了！灰姑娘（M＠STER VERSION）」     | 社群遊戲《偶像大師 灰姑娘女孩》主題曲 |        |
| 4月10日  | THE IDOLM@STER CINDERELLA M@STER 拜託了！灰姑娘                                        | CINDERELLA GIRLS for Passion!（原紗友里、佳村遙、山本希望） | 「拜託了！灰姑娘（Passion VERSION）」     | 社群遊戲《偶像大師 灰姑娘女孩》主題曲 |        |
| 10月2日  | THE IDOLM@STER CINDERELLA MASTER Passion Jewelries! 001                                | 城崎莉嘉（山本希望）、諸星煌梨（松嵜麗）、城崎美嘉（佳村遙）、本田未央（原紗友里）、赤城米莉亞（黑澤朋世）                                                                                       | 「Orange Sapphire」 「 〜jewel parade〜」 | 社群遊戲《偶像大師 灰姑娘女孩》角色歌 |        |
| 10月2日  | THE IDOLM@STER CINDERELLA MASTER Passion Jewelries! 001                                | 城崎美嘉（佳村遙） | 「」                                      | 社群遊戲《偶像大師 灰姑娘女孩》角色歌 |        |
| 2014年   |                                                                                        | |                                           |                                       |        |
| 2月26日  |                                                                                        | 姬松高校［上重漫（伊達朱里紗）、真瀨由子（佳村遙）、愛宕洋榎（松田颯水）、愛宕絹惠（中津真莉子）、末原恭子（壽美菜子）］                                                                         | 「 姬松高校 Ver.」                        | 電視動畫《咲-Saki- 全國篇》片尾曲     |        |
| 4月5日   | THE IDOLM@STER CINDERELLA GIRLS 1st LIVE WONDERFUL M@GIC!! "拜託了！灰姑娘" Solo Remix | 城崎美嘉（佳村遙） | 「拜託了！灰姑娘（M@STER VERSION）」      | 遊戲《偶像大師 灰姑娘女孩》角色歌     |        |
| 5月14日  | 黑組曲・序                                                                             | 佳村遙as神長香子 | 「ACROSS THE FATE」                       | 電視動畫《惡魔的謎語》片尾曲          |        |
| 5月14日  | 黑組曲・序                                                                             | 10年黑組（諏訪彩花、金元壽子、南條愛乃、淺倉杏美、內村史子、內田愛美、三澤紗千香、大坪由佳、荒川美穗、佳村遙、安濟知佳、沼倉愛美、山田悠希）                                                     | 「QUEEN」                                 | 電視動畫《惡魔的謎語》片尾曲          |        |
| 6月11日  | 黑組曲・破                                                                             | 10年黑組（諏訪彩花、金元壽子、南條愛乃、淺倉杏美、內村史子、內田愛美、三澤紗千香、大坪由佳、荒川美穗、佳村遙、安濟知佳、沼倉愛美、山田悠希）                                                     | 「THE LAST PARTY」                        | 電視動畫《惡魔的謎語》角色歌          |        |
| 7月9日   | 黑組曲・急                                                                             | 10年黑組（諏訪彩花、金元壽子、南條愛乃、淺倉杏美、內村史子、內田愛美、三澤紗千香、大坪由佳、荒川美穗、佳村遙、安濟知佳、沼倉愛美、山田悠希）                                                     | 「」                                      | 電視動畫《惡魔的謎語》插曲            |        |
| 11月26日 | COLORFUL BOX/Animetic Love Letter                                                      | 宮森葵（木村珠莉）、安原繪麻（佳村遙）、坂木靜香（千菅春香） | 「Animetic Love Letter」                  | 電視動畫《SHIROBAKO》片尾曲           |        |
| 2015年   |                                                                                        | |                                           |                                       |        |
| 2月11日  | 天體的秩序 角色歌專輯 約定的秩序                                                       | 椎原小春（佳村遙） | 「」                                      | 電視動畫《天體的秩序》角色歌          |        |
| 2月18日  | THE IDOLM@STER CINDERELLA GIRLS ANIMATION PROJECT 01 Star!!                            | 高垣楓（早見沙織）、城崎美嘉（佳村遙）、小日向美穗（津田美波）、十時愛梨（原田瞳）、川島瑞樹（東山奈央）、日野茜（赤崎千夏）、輿水幸子（竹達彩奈）、佐久間真由（牧野由依）、白坂小梅（櫻咲千依） | 「」                                      | 電視動畫《偶像大師 灰姑娘女孩》插曲   |        |
| 2月25日  |                                                                                        | ［宮森葵（木村珠莉）、安原繪麻（佳村遙）、坂木靜香（千菅春香）、藤堂美沙（高野麻美）、今井綠（大和田仁美）］                                                                                     | 「」                                      | 電視動畫《SHIROBAKO》片尾曲           |        |

### 旁白
廣告
- 偶像大師 灰姑娘女孩（2013年2月1日－8日）

### 真人演出

#### 網路戲劇
2014年
- 錯過的三姐妹（蓑雅詩織）

## 外部連結
- 事務所公開簡歷 （页面存档备份，存于）（日語）
- 官方Blog（页面存档备份，存于）（日語）